# برج ناگویا لوسنت

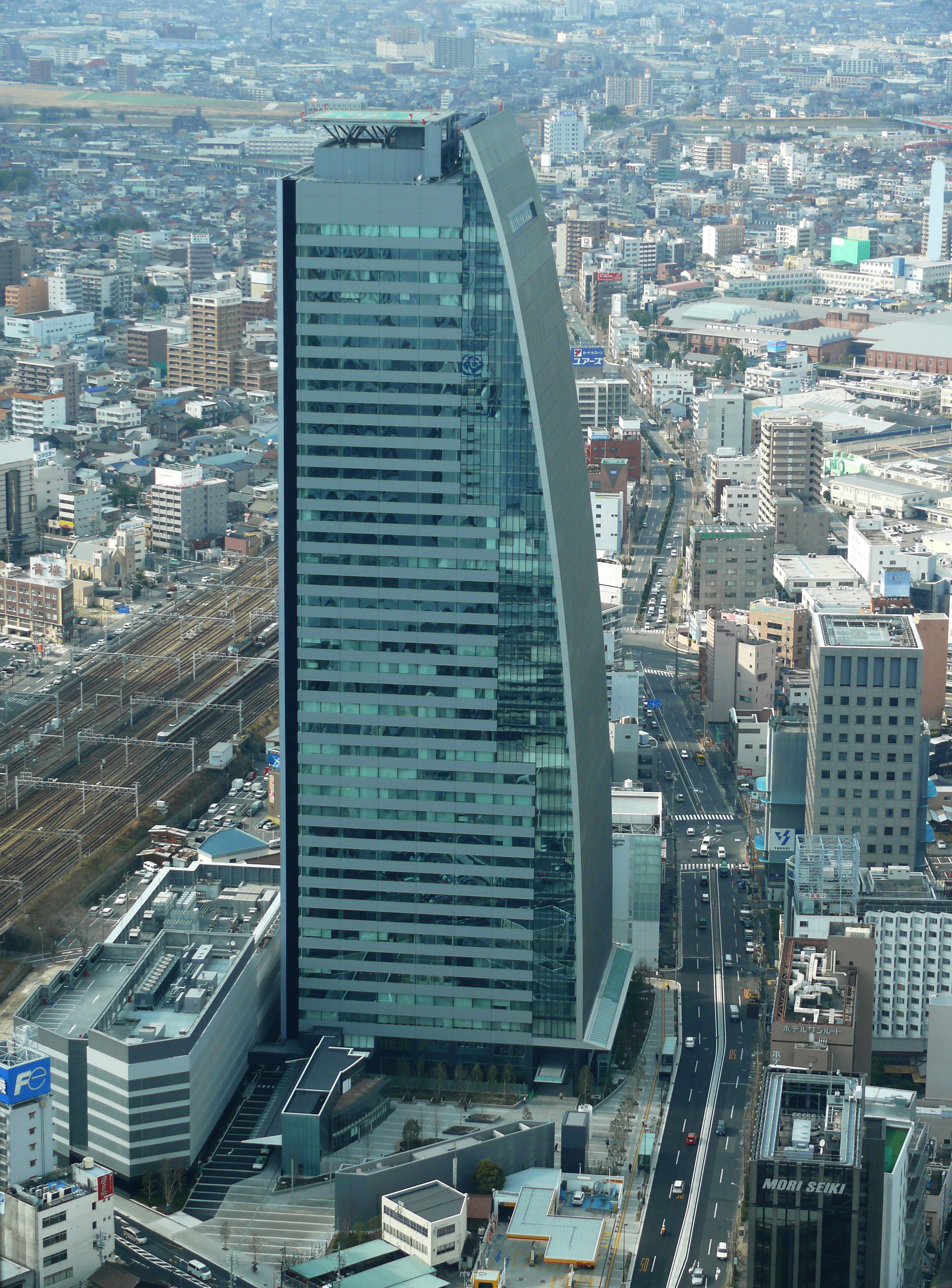
برج ناگویا لوسنت

برج ناگویا لوسنت، (به انگلیسی: Nagoya Lucent Tower) آسمان‌خراش ۴۰ طبقه با ارتفاع ۱۸۰ متر از سطح زمین است، که در شهر ناگویا، استان آیچی، ژاپن مستقر می‌باشد. این برج در سال ۲۰۱۰ میلادی ۴۹مین سازه بلند در کشور ژاپن به‌شمار می‌آمد. در این ساختمان دفاتر مرکزی و اداری شرکت‌های زیادی قرار دارد. برای نمونه می‌توان به: دفتر مرکزی شرکت خدمات مالی تویوتا، شعبه اداری مایکروسافت و هواپیمایی اتحاد اشاره نمود.